# Santa Monica (Kalifornia)
Santa Monica város az Egyesült Államok Kalifornia államában, Los Angeles megyében. Lakosainak száma 93 076 fő (2020. április 1.). Santa Monica Pacific Palisades, Brentwood, Los Angeles, Venice és Los Angeles településekkel határos.

## Népesség
A település népességének változása:
| Lakosok száma | 417  | 3057 | 7847 | 37 146 | 53 500 | 83 249 | 88 289 | 86 905 | 84 084 | 93 076 |
|               | 1880 | 1900 | 1910 | 1930   | 1940   | 1960   | 1970   | 1990   | 2000   | 2020   |

## A város híres szülöttei
- Suzanne Vega (1959–) énekesnő, dalszerző
- Karen Bardsley (1984–) labdarúgó
- Jack Black, (1969–) színész, zenész
- Kevin Love (1988–) olimpiai-, és világbajnok kosárlabdázó
- Neil Peart (1952–) a Rush rockegyüttes dobosa
- Robert Redford (1936–) színész, rendező
- Christina Ricci (1980–) színésznő
- Randy Rhoads, (1956–1982) a Quiet Riot és Ozzy Osbourne gitárosa
- Frank Spellman (1922–2017) olimpiai bajnok súlyemelő